# Winna Góra (Przemyśl)

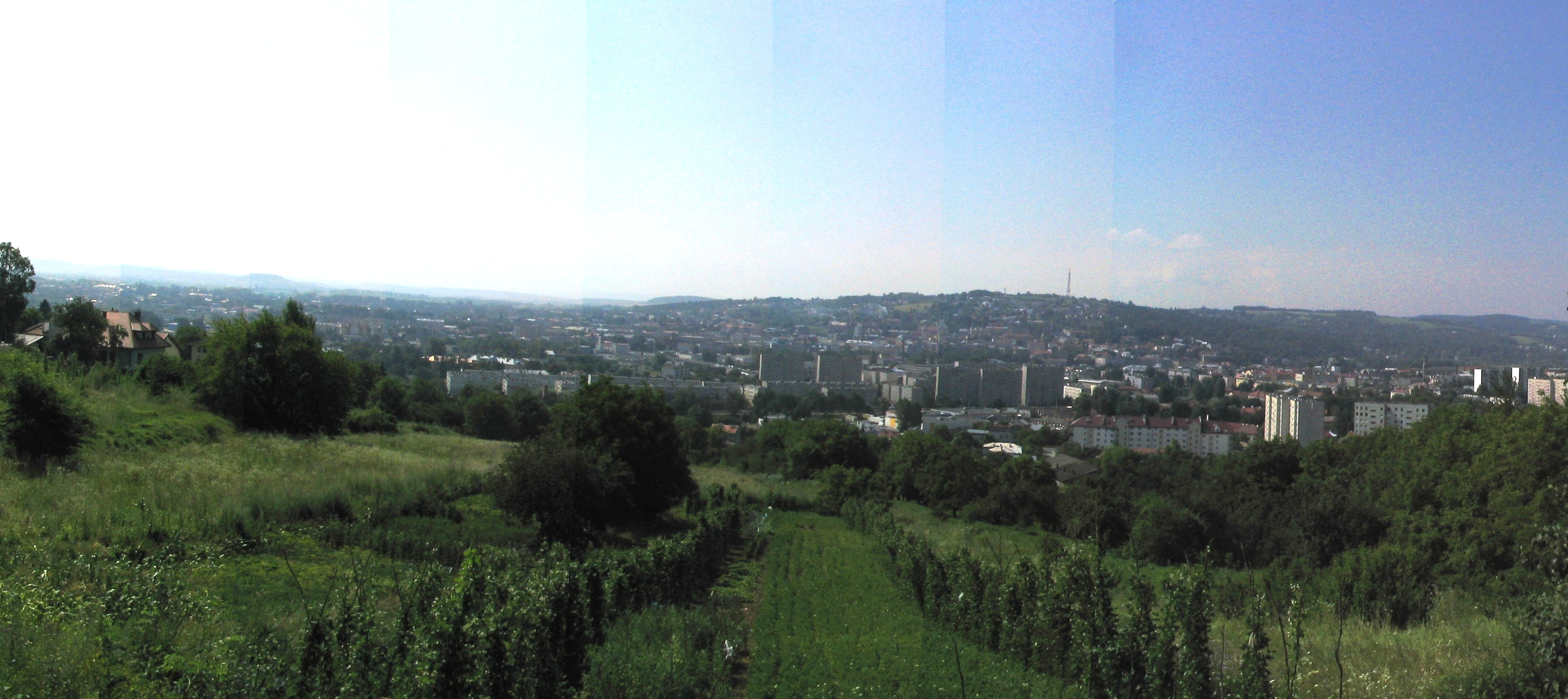
Widok z Winnej Góry

Winna Góra – osiedle nr 7 miasta Przemyśla (jednostka pomocnicza gminy) i część miasta.
Znajduje się na lewym brzegu Sanu, na stoku wzniesienia Winna Góra (około 238 m n.p.m.), należącym do Pogórza Dynowskiego.
Dawny grunt poforteczny. Na stoku wzgórza znajduje się osiedle oficerskie powstałe w latach 20' XX wieku. W pobliżu szczytu powstał  fort N XIX „Winna Góra”, należący do pierścienia wewnętrznego Twierdzy Przemyśl. U zbiegu ulic Monte Cassino i Bolesława Chrobrego po roku 1920,  w obrębie częściowo zniwelowanego lewego barku Fortu N XIXa "Buda" wybudowana została wodociągowa wieża ciśnień. Wzniesienie tego obiektu związane było z powstaniem wspomnianego osiedla oficerskiego i koniecznością zapewnienia wody pitnej mieszkańcom.  Komitet budowy osiedla  oficerskiego w roku 1926 przystąpił do realizacji budowy wieży oraz zbiornika wyrównawczego. Zasilanie zbiornika odbywało się za pomocą rurociągu stalowego z baterii studni, wyposażonych w pompy, które zlokalizowane były u podnóża Winnej Góry. Woda ze zbiornika natomiast rozprowadzana była grawitacyjnie rurociągiem wzdłuż ulicy Bolesława Chrobrego do poszczególnych budynków.  W czasie działań II wojenny światowej wieża ciśnień została poważnie uszkodzona pociskiem artyleryjskim i przestała funkcjonować. Podczas okupacji hitlerowskiej Niemcy zdemontowali rurociąg doprowadzający wodę do zbiornika  Na terenie dzielnicy znajdują się dwa rezerwaty przyrody: rezerwat przyrody „Winna Góra” o powierzchni 0,12ha, gdzie chroni się stanowiska wisienki karłowatej oraz rezerwat przyrody „Jamy” o powierzchni 1,99 ha gdzie ochroną objęto stanowisko lnu austriackiego.